# Babyrousa babyrussa
Espèce
Statut de conservation UICN

 VU B1ab(iii) : Vulnérable
 (1994) 
Statut CITES
Le Babiroussa (Babyrousa babyrussa) est une espèce de suidés sauvages asiatique. Le nom provient du malais, babi (« porc ») et rusa (« cerf »).
Babiroussa est le nom de l'espèce Babyrousa babyrussa si on considère qu'il n'y a qu'une seule espèce du genre Babyrousa ayant plusieurs sous-espèces. Si on considère que le genre a plusieurs espèces, alors Babyrousa babyrussa est dénommé babiroussa poilu ou doré.

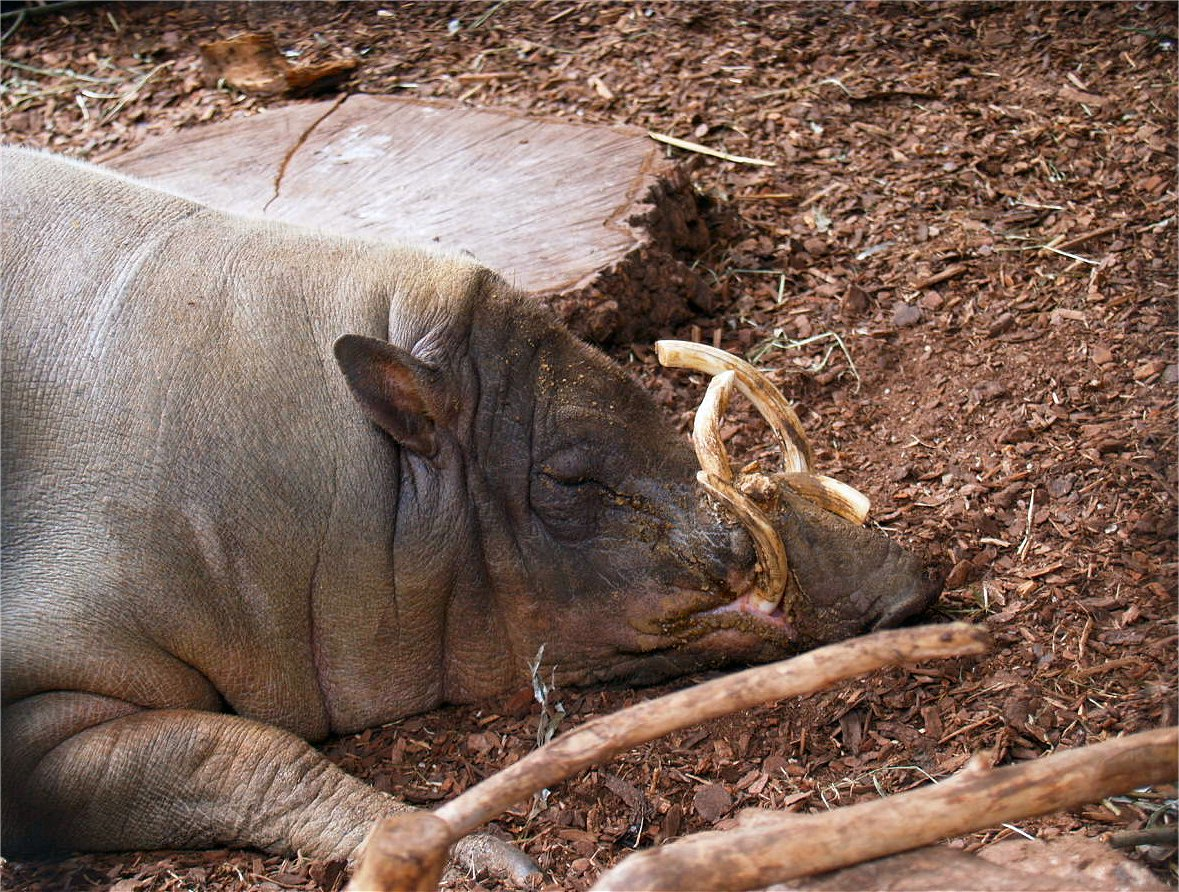
Babiroussa 🐗

## Habitat
Le babiroussa vit en Indonésie, sur les îles de Sulawesi, Buru, Togian et de Sula. On le rencontre dans les forêts tropicales, mais également sur les rivages des fleuves et des lacs. Ils évitent la végétation trop dense.

## Régime alimentaire
Le babiroussa se nourrit de feuilles, de fruits, de champignons et aussi de larves.
Il se nourrit aussi dans la boue.

## Description

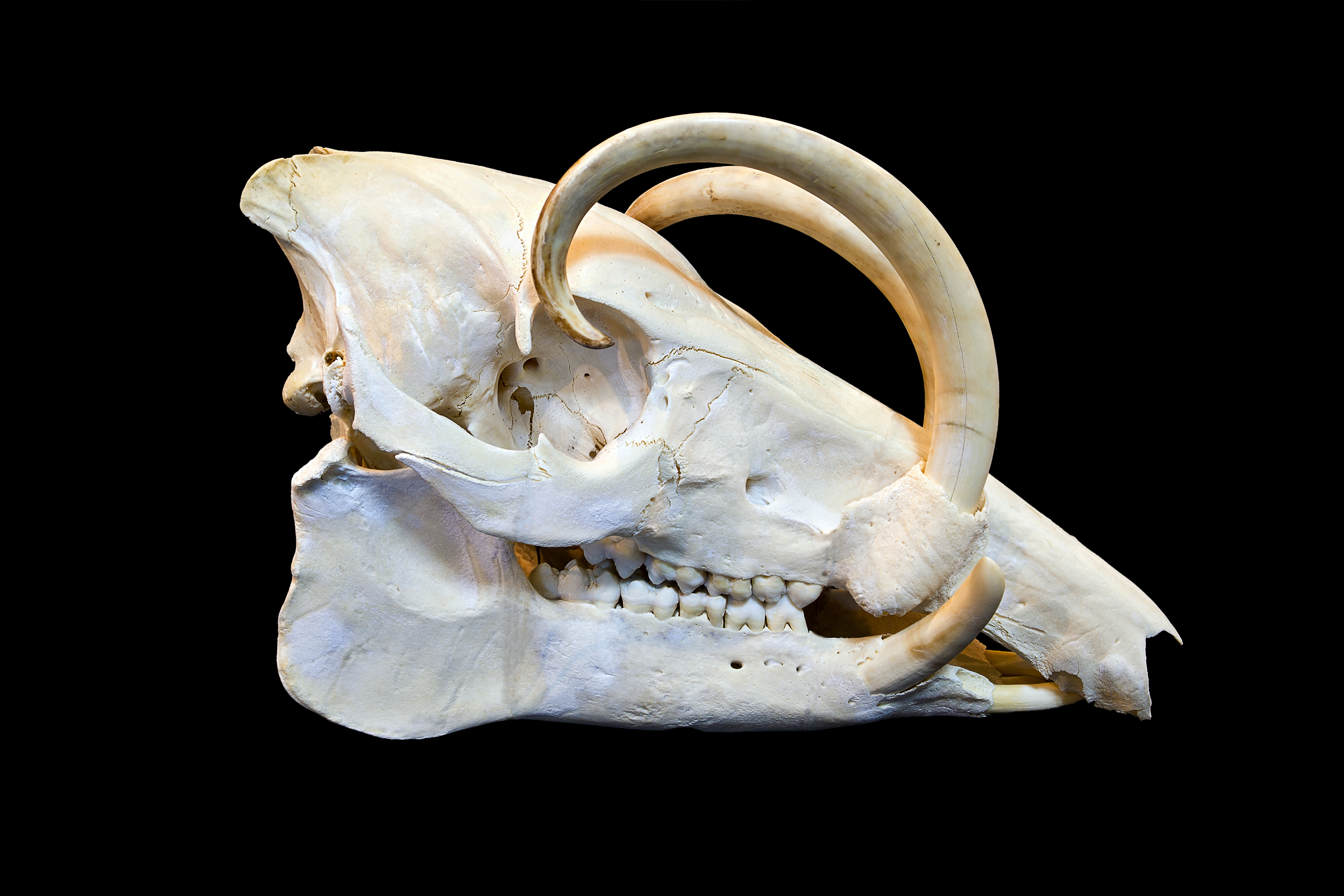
Crâne de Babyrousa celebensis, une espèce proche.

Le mâle a deux paires de défenses, dont deux canines pointues qui traversent son groin et se recourbent vers son crâne. Il peut arriver que la croissance de ces canines soit telle qu'elles vont jusqu'à traverser son crâne, ce qui peut aboutir à sa mort.
Sa peau est presque glabre. Il mesure environ un mètre de long pour un peu moins de 80 centimètres au garrot. La masse atteint 100 kilogrammes pour les mâles et 60 kilogrammes pour les femelles. Ils peuvent vivre une douzaine d'années (le double en captivité).

## Éthologie
Le babiroussa est un animal discret et timide, actif en particulier le matin. Diurne, il passe environ la moitié de sa vie à dormir. Il s'éloigne rarement de l'eau et sait nager.
Généralement, les mâles adultes sont solitaires alors que les femelles et leurs petits vivent en groupes.

## Reproduction
Avant l'accouplement, les mâles combattent en se redressant sur leurs pattes arrière et en se frappant avec leur groin. Certaines personnes pensent qu'ils se servent de leurs défenses recourbées pour s'accrocher aux branches des arbres et impressionner les femelles, mais cela est peu probable, et d'autant moins que la plupart des mâles ont le bout des cornes qui touchent leur crâne. La durée de gestation est d'environ cinq mois et la portée comprend un à trois petits. Les petits peuvent très vite se nourrir d'aliments solides et sont sevrés peu après leur sixième mois. Ils sont matures au bout d'une année.

## Espèces ou sous-espèces
La population totale est estimée à 4000 individus, disséminés sur plusieurs îles. Cet animal est en voie de disparition, et il est assez rare d'en trouver dans des zoos en France.
En fonction des auteurs, il existe une seule espèce avec plusieurs sous-espèces:
- genre Babyrousa
  - Babyrousa babyrussa
    - Babyrousa babyrussa celebensis - babiroussa des Célèbes (Syn. Babyrousa celebensis)
    - Babyrousa babyrussa togeanensis - babiroussa de l'île Togian (Syn. Babyrousa togeanensis)
    - Babyrousa babyrussa babyrussa - babiroussa poilu ou doré
    - †Babyrousa babyrussa beruensis
    - †Babyrousa babyrussa bolabatuensis (Syn. Babyrousa bolabatuensis)

Selon MSW :
- genre Babyrousa
  - Babyrousa babyrussa
  - †Babyrousa bolabatuensis
  - Babyrousa celebensis - babiroussa des Célèbes
  - Babyrousa togeanensis - babiroussa de l'île Togian